# Ganglion mesentericum inferius
Das Ganglion mesentericum inferius (bei Tieren als Ganglion mesentericum caudale bezeichnet) ist ein sympathisches Ganglion (Nervenzellknoten) in der unteren (bei Tieren: hinteren) Bauchhöhle. Es liegt am Abgang der gleichnamigen Arterie aus der Aorta und stellt ein prävertebrales Ganglion (Ganglion praevertebrale) dar.
Die Zellkörper der sympathischen Neurone liegen im Lendenbereich des Rückenmarks, ihre Neuriten (Nervenfortsätze) durchlaufen den Grenzstrang und werden erst im Ganglion mesentericum inferius auf die nunmehr postsynaptischen, sekundären Neurone umgeschaltet. Diese Zweitneurone bilden um die Arterie ein Geflecht, den Plexus mesentericus inferior (Tiere: Plexus mesentericus caudalis).
Von diesem Geflecht ziehen die vegetativen Nervenfasern mit den Blutgefäßen zu den distalen Darmabschnitten, wo sie das enterische Nervensystem beeinflussen. Aus dem Ganglion mesentericum inferius entspringt entweder direkt oder über eine netzartige Formation (Plexus hypogastricus superior) der oft paarig vorhandene Nervus hypogastricus, der an der sympathischen Steuerung vieler Beckenorgane beteiligt ist.